# Agência Central dos Correios e Telégrafos de João Pessoa
A Agência Central dos Correios e Telégrafos de João Pessoa, antigo Paço Municipal, é onde estão instaladas algumas secretarias da prefeitura de João Pessoa, reunindo algumas secretarias, dentre elas a de Comunicação, Proteção dos Bens Históricos e Ouvidoria, e serviços dos Correios, no centro histórico da cidade. Edificado entre 1921 e 1926, trata-se de um monumento imponente com características da arquitetura eclética e arquitetura neoclássica que foi inaugurado em 1927, tombado pelo Instituto do Patrimônio Histórico e Artístico do Estado da Paraíba (IPHAEP) desde 26 de agosto de 1980 e se situa de frente à Praça Pedro Américo, no Centro. A atual sede da prefeitura, onde fica o gabinete do prefeito, localiza-se no Centro Administrativo Municipal, no bairro de Água Fria.

## História

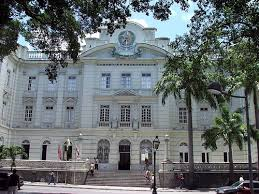
Vista frontal do Paço Municipal.

A Agência do Correios e Telégrafos foi uma iniciativa do Presidente Epitácio Pessoa. Está localizado na Praça Pedro Américo, o edifício ocupa todo o quarteirão que tem como um de seus limites a Rua Beaurepaire Rohan. Apresenta Arquitetura neoclássica e Arquitetura eclética, Iniciadas em 1921, as obras foram paralisadas  em agosto de 1924, fato este que coincidiu com a medida do Governo Federal sustando, por economia, todas as obras públicas federais. Por isso, só em 1926 foi concluída a obra, tendo a sua inauguração no mês de janeiro de 1927. 
O prédio dos correios e telégrafos possui forma de um grande “U” construído assim em um enorme pátio interno que era destinado à  circulação dos veículos do correio e sua devida distribuição de correspondência para as pessoas, proporcionando uma agradável ventilação e iluminação dos pavimentos. O piso dos diversos pavimentos foi feito em assoalho e o forro em estuque, apresentando bordados em torno das luminárias na área correspondente ao saguão dos guichês onde se destacavam ainda os arcos sob os quais estes se encontravam.

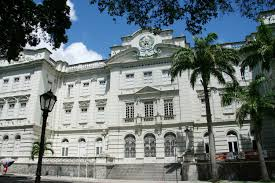
Arquitetura eclética e neoclássica do Paço Municipal de João Pessoa

Apesar de o prédio ter sido destinado aos correios e telégrafos, nele funcionou, além deste serviço, o Tribunal de Contas da  União, a Contadoria Seccional do Ministério da Fazenda, a Fiscalização de Portos, a Rios e Canais, o DNOCS – Departamento  Nacional  de Obras Contra as Secas e a Inspetoria de Fomento Agrícola, vindo os Correios somente ocupá-lo por completo a partir de 1969.
Com a transferência da sede dos Correios para um novo prédio, este edifício passou a ser parcialmente ocupado pela Prefeitura Municipal de João Pessoa. Em 2004, a Prefeitura absorveu grande parte do imóvel, o que lhe deu a denominação atual de “Paço Municipal”, reunindo algumas secretarias, dentre elas a de Comunicação, Proteção dos Bens Históricos e Ouvidoria; ficando o serviço dos Correios restrito apenas a uma agência no pavimento térreo.
Da construção de dois pavimentos é possível ter uma visão panorâmica do Varadouro (bairro histórico da cidade) e apreciar o belíssimo Pôr do Sol contemplando a área tombada como patrimônio histórico da terceira cidade mais antiga do país.

## Tombamento
O edifício do Correio e Telégrafos de João Pessoa foi tombado pelo IPHAEP por meio do decreto nº 8.647, de 26 de agosto de 1980.

## Ver Também
- Centro Cultural São Francisco
- Centro Histórico de João Pessoa
- Igreja de São Frei Pedro Gonçalves
- Igreja da Misericórdia
- Mosteiro de São Bento